# Acmaeodera tildenorum
Acmaeodera tildenorum är en skalbaggsart som beskrevs av Nelson och Wescott 1995. Acmaeodera tildenorum ingår i släktet Acmaeodera och familjen praktbaggar. Inga underarter finns listade i Catalogue of Life.